# Billy Smith
William John "Billy" Smith, född 12 december 1950 i Perth, Ontario, är en kanadensisk före detta professionell ishockeymålvakt. Smith var mycket tongivande i New York Islanders när klubben vann fyra raka Stanley Cup-titlar åren 1980–83.

## Karriär
Billy Smith började sin NHL-karriär i Los Angeles Kings, där han säsongen 1971–72 gjorde sina första matcher. Säsongen efter valdes han i expansionsdraften av det nybildade New York Islanders, klubben där han skulle stanna under resten av sin aktiva karriär. De första säsongerna i laget var han andremålvakt, men 1974–75 tog han över rollen som förstemålvakt. Under slutet av 70-talet och början av 80-talet var han en av NHL:s bästa målvakter, och spelade i ett Islanders som dominerade ligan. Förutom de fyra Stanley Cup-titlarna vann han 1980 Vezina Trophy som ligans bäste målvakt, och 1983 Conn Smythe Trophy som den mest värdefulle spelaren i slutspelet. 
Smith var känd för sitt heta temperament; han samlade på sig 489 utvisningsminuter under sin karriär, och han använde ofta klubban mot motståndare som vistades runt hans målbur. Smith var heller inte rädd för att slåss, under kvartsfinalserien mot Boston Bruins 1980 var han med och satte tonen på den närmast råbarkade matchserien. Smith ville heller inte delta i de traditionella handskakningarna mellan lagen. 
Smith ska också ha jagat lagkamraten Mike Bossy under ett träningspass, efter att Bossy gjort ett enligt Smith felaktigt mål på honom. Annars ogillade han vanliga träningspass, och fick oftast ledigt eftersom tränarna litade på att han skulle prestera på match. 
Billy Smith var också den första målvakt som registrerades för ett mål i NHL, något som inträffade när motståndarna tagit ut sin målvakt. Dessutom samlade han ihop 12 assist under sin karriär. 
Smith slutade som spelare efter säsongen 1988–89. 1993 blev hans nummer 31 pensionerat av New York Islanders. Samma år blev han invald i Hockey Hall of Fame.